# Volvo BM

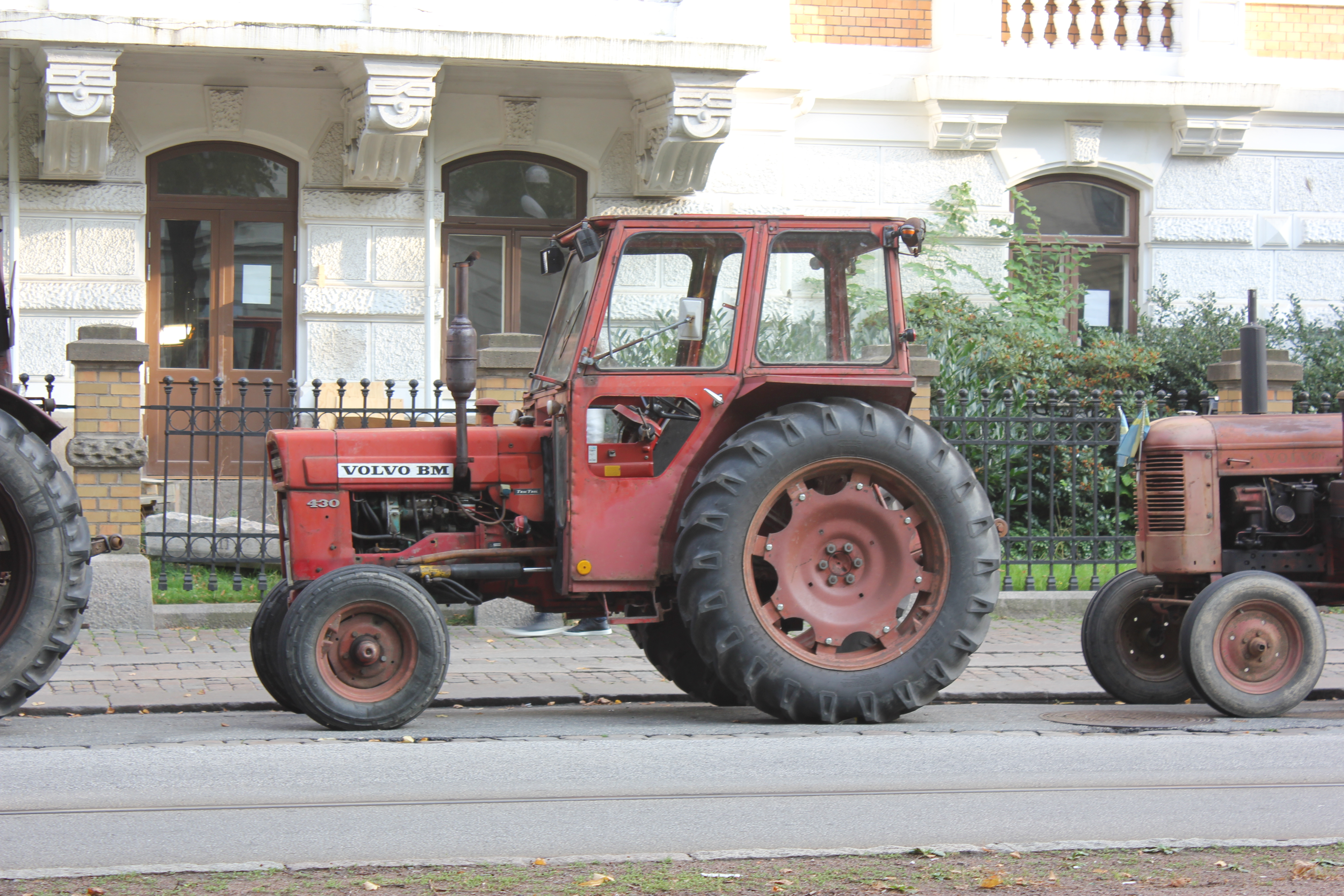
een Volvo BM tractor

Volvo BM (kort: Volvo) was een tractorfabrikant die tractoren produceerde van 1973 tot 1985 en onderdeel was van Volvo Car Corporation.

## Geschiedenis
Volvo BM AB is de naam van de dochteronderneming die tussen 1973 en 2016 bouwmachines produceerde, voornamelijk wielladers en dumpers, en tot 1985 ook tractoren. Vóór 1973 heette het bedrijf AB Bolinder-Munktell en produceerde het ook bosbouwmachines. In 1985 fuseerde het bedrijf Volvo BM met Clark Equipment en Michigan om de VME Group te vormen, die later Volvo Construction Equipment werd. De productie van tractoren werd verkocht aan Valmet. Om de zeer loyale Zweedse boeren tevreden te stellen, werden merknamen als Volvo BM Valmet en Volvo Valmet gedurende een lange overgangsperiode gebruikt. De Volvo BM 350 Boxer en 470 Bison waren voorbeelden van de tractormodellen.

## Links
Folder van Volvo Construction Equipment uit 2007 (pdf)